# Gerardo Budowski
Gerardo Budowski (Berlín, 10 de juny 1925 - 8 d'octubre 2014) fou un mestre d'escacs venezolà–alemany.
Nascut a Berlín en una família que els agrada els escacs. La seva mare va fer taules en una partida contra José Raúl Capablanca a la seva exhibició de simultànies el 30 d'octubre de 1925 a Berlín. El seu pare va tenir una relació amistosa amb Alexander Alekhine qui va donar lliçons d'escacs al nen prodigy a París. Budowski va deixar l'Alemanya Nazi per França, i llavors - durant la Segona Guerra Mundial - va emigrar a Veneçuela, on va obtenir ciutadania. Del 1952 ençà, va residir a Costa Rica.
Budowski es va graduar el 1948 com a enginyer agrícola a la Universitat Central de Caracas, Veneçuela. Més tard va fer un grau de mestre a l'Institut Interamericà per Cooperació en Agricultura (IICA), localitzat a Turrialba, Costa Rica. El 1962, va obtenir el seu doctorat en enginyeria de muntanya a la Universitat Yale. Fou Director General d'IUCN - la Unió Internacional per Conservació de Naturalesa entre els anys 1970 i 1976, i Professor Emèrit de la Universitat per la Pau.
Va guanyar el Campionat d'escacs de Veneçuela, batent 6–0 a Julio García el 1951. També participà en altres campionats a Costa Rica els anys de la dècada 1950.
Va guanyar el Campionat de Costa Rica per equips, jugant per Turrialba, el 1965.
Va representar Veneçuela a l'Olimpíada d'escacs a Lugano 1968.
Se li va atorgar el títol Mestre Internacional.
Budowski va morir de causes naturals el 8 d'octubre de 2014 a San Jose, Costa Rica.